# 9172 Abhramu
9172 Abhramu (1989 OB) là một thiện thạch Amor được phát hiện vào ngày 29 tháng 29 năm 1989 bởi C. S. Shoemaker và E. M. Shoemaker tại trạm thiên văn Palomar.